# 长鞭带吸虫
长鞭带吸虫（学名：Himasthla elongata）为棘口科鞭带属的动物。分布于欧洲、英国、美洲以及中国大陆的福建、黑龙江等地，营寄生生活，宿主黑腹滨鹬（福建）、银鸥（欧洲）、鸥（英国）、海鸥（欧洲）、红嘴鸥（欧洲）、夜鹭（欧洲）、燕鸥（欧洲）等以及寄生于肠。
其种加词“elongata”意为“长的”。